# Лас Росас, Закатонал (Коапиља)
Лас Росас, Закатонал (шп. Las Rosas, Zacatonal) насеље је у Мексику у савезној држави Чијапас у општини Коапиља. Насеље се налази на надморској висини од 1200 м.

## Становништво
Према подацима из 2005. године у насељу је живело 8 становника.

### Хронологија
| Година       | 2000 | 2005 |
| ------------ | ---- | ---- |
| Становништво | 12   | 8    |

### Попис
| # | Индикатор                        | Вредност |
| - | -------------------------------- | -------- |
| 1 | Укупно појединачних домаћинстава | 1        |